# From Me to You
From Me To You (Lennon/McCartney) är en singel av The Beatles från 1963. 

## Låten och inspelningen
Denna låt skrev man 28 februari 1963, mitt under turnén med Helen Shapiro och ivrigt uppmanade till detta av George Martin. Man behöll här vissa drag som visade på kontinuiteten från ”Love Me Do” och ”Please Please Me”. ”From Me To You” spelades in tillsammans med ”Thank You Girl” i en session 5 mars 1963. Senare vid samma session spelade man även in misslyckade versioner av ”One After 909” och ”What Goes On”, låtar som kom att dyka upp på platta först långt senare. Som a-sida på en singel släpptes låten 11 april 1963 i England och 27 maj 1963 i USA. Versens melodi är komponerad av Lennon och sticket av McCartney (källa: Ian MacDonald)
Del Shannon träffade Beatles i England 1963 och hörde dem framföra "From Me to You". Han spelade in en egen version av låten som gavs ut i USA, vilket blev första gången en Beatleslåt placerade sig på de amerikanska listorna.
Beatles spelade också in en del av låten med texten From Us To You som signatur till en BBC-serie med detta namn.
Mono- och stereoversionerna av "From Me to You" skiljer sig åt särskilt beträffande munspelet.

## Listplaceringar
| Lista (1963-1964) | Position               |
| ----------------- | ---------------------- |
| Danmark           | 19 (DR "Top 20")       |
| Irland            | 1                      |
| Italien           | 8 (Musica e Dischi)    |
| Kanada            | 6 (CHUM Hit Parade)    |
| Norge             | 9 (VG-lista)           |
| Nya Zeeland       | 1 (Lever Hit Parade)   |
| Storbritannien    | 1 (UK Singles Chart)   |
| Sverige           | 5 (Kvällstoppen)       |
| Sverige           | 5 (Tio i topp)         |
| USA               | 41 (Billboard Hot 100) |